# Budae jjigae
Budae jjigae (kor. 부대 찌개) – pikantna jjigae (potrawka) popularna w Korei. Sama nazwa dania oznacza dosłownie „żołnierska potrawka”. Potrawa przyprawiana jest pastą z papryczek chili i przyrządzana wraz z takimi składnikami jak parówki, mielonki, boczek, kimchi, tofu, fasolka po bretońsku, makaron błyskawiczny lub ser.

## Historia
Genezy nazwy potrawy należy doszukiwać się w okresie Wojny koreańskiej (1950-1953). Podczas panującego wówczas głodu, koreańska ludność w miastach gdzie położone były bazy żołnierzy amerykańskich (np. w Uijeongbu, Pyeongtaek i Paju) zaopatrywała się w pozostawioną przez amerykańskie jednostki wojskowe żywność taką jak hot-dogi, szynki konserwowe oraz mielonki gotując je następnie w potrawce.
Budae jjigae bywa także nazywane w Korei „Zupą Johnsona” (kor. 존슨탕, Jonseun-tang) na cześć byłego prezydenta Stanów Zjednoczonych – Lyndona B. Johnsona.